# Zastava M21
Zastava M21 je sodobna jurišna puška, ki jo je na začetku 21. stoletja začelo izdelovati jugoslovansko podjetje Zastava Arms iz Kragujevca v Srbiji.

## Zasnova
Puška je začela nastajati na željo Vojske ZR Jugoslavije (Vojske Srbije in Črne Gore) še 1997 leta, ki je želela sodobno jurišno puško za vojaka 21. stoletja, od koder je dobila tudi ime. Poleg NATO kalibra je po zahodnih standardih puška opremljena tudi s standardnim NATO vodilom na zgornji strani, na katerega se enostavno namesti cela vrsta optičnih namerilnih naprav ter možnost namestitve podcevnega bombometa.
Puška deluje na principu odvoda smodniških plinov, podobno kot je to rešeno pri legendarni jurišni puški AK-47. Regulator ognja se nahaja nad pištolskim ročajem puške in ima tri položaje (zaklenjen, enostrelni in rafalni). Pomožni regulator ognja je enak kot je bil na puški Zastava M70 in se nahaja na levi strani za zaklepom. Strelec izbere način ognja s palcem desne roke ali s preklopom drugega regulatorja. V testiranju so tudi regulatorji ognja, ki omogočajo tristrelni rafal.
Ogrodje puške je narejeno iz stisnjene pločevine in je brunirano, cev pa je trdo kromirana. V testni fazi obstajajo dve vrsti cevi, klasično nažlebljena in poligonalna. Iz enakega materiala so tudi nabojniki za 30 nabojev, čeprav so v fazi tudi testiranja nabojnikov iz plastične mase.
Tudi preklopno kopito puške je sodobno zasnovano in je, tako kot kopišček in pištolski ročaj izdelano iz polimerov. Kopito se preklaplja na desno stran in je na ogrodje pritrjeno z dvema kovinskima tečajema. Orožje se lahko uporablja s sklopljenim kopitom in, seveda, z razklopljenim.
Plinski valj se nahaja nad cevjo, začne pa se kakih 20 centimetrom od ustja, nanj pa je takoj na začetku pritrjen tudi prednji klasični merek, ki je nastavljiv v vseh smereh in služi kot pomožno namerilno sredstvo, saj je puška predvidena za uporabo z optičnimi namerilnimi napravami.
Na koncu cevi je razbijalo plamena, ki hkrati služi tudi kot kompenzator odsuna, takoj za njim pa je nameščeno držalo za bajonet, ki se ga nasadi vodoravno, da pod cevjo ostane prostor za bombomet.

## Bombomet
Bombomet je lahko nameščen pod cev M21 in je prav tako zastavin proizvod, na pogled pa je precej podoben ruskemu GP25. Izstreljuje 40 mm granate, ki jih strelec vstavi s prednje strani (podobno kot pri minometu). Granate so učinkovite na razdaljah med 50 in 400 metri. Masa bombometa je 1500 g, na puško pa se nasadi podobno kot bajonet. Na nosilec se zatakne dokler se ne zaskoči, za delovanje pa je pripravljen že v nekaj sekundah. Bombomet ima lastni sprožilec dvojnega delovanja. Skupna dolžina bombometa je 323 mm, vojak pa ga lahko nosi na puški ali v pripadajoči torbici, kamor ga lahko z enostavnim zlaganjem spravi, ko ga ne namerava uporabljati.
V razvoju je tudi drug bombomet enakega kalibra, ki se polni na »zahodni« način (kot potezna šibrenica).

## Delovanje puške
Puška se razstavlja podobno kot vse puške iz družine kalašnikov, podobno robustno pa je tudi delovanje orožja. Testna serija pušk pa je tudi uspešno prestala testiranja tehnično preizkusnega centra vojske Jugoslavije v letu 2002 in je trenutno na »bojnem« preizkušanju v vojski Republike Srbije.